# Julian, czyli życie poety
Julian lub życia poety ((fr.) Julien, ou la Vie du Poète) – opera Gustave’a Charpentiera – czteroaktowy poemat liryczny do własnego libretta kompozytora. Prapremiera w Opéra-Comique 4 czerwca 1913.

## Recepcja
„Julian, czyli życie poety” stanowi kontynuację losów i wątków z poprzedniej opery – „Luizy”. Utrzymany jest w poetyce ekspresjonistycznych dramatów wędrówki, w których akcja posiada kolisty charakter i punkt wyjścia stanowi zarazem punkt dojścia. Wątki autobiograficzne (Charpentier przebywał w Rzymie jako laureat Prix de Rome) z autotematycznymi i eschatologicznymi, gościniec stanowi metaforę życia, a Luiza, ideał wiecznej kobiecości, materializujący się w swych kolejnych  wcieleniach, na koniec w osobie prostytutki, co być może stanowi dopowiedzenie losów bohaterki z poprzedniej opery, która niepomna ostrzeżeń rodziców, podążyła za głosem serca.

## Osoby
- Julian – tenor
- Luiza/Piękno/Bezdomna kobieta/Dziewczyna/Staruszka – sopran
- Ofiarnik/Chłop/Cudotwórca – baryton
- Malarz – baryton
- Dzwonnik – tenor
- Akolita – bas
- Student – tenor
- Mieszczanka – sopran
- Głos z otchłani/Oficer – tenor

## Treść
Miejsce i czas akcji: Rzym, fantastyczne krainy wyobraźni, Słowacja, Bretania i Paryż współcześnie do okresu powstania oraz w marzeniach i wspomnieniach.

### Prolog: „W zapale”
Julian, jako laureat Nagrody Rzymskiej, przybywa na stypendium do Villi Medici w Rzymie.

### Akt I: „W krainie marzeń”
Julian, jako artysta zdobywa Świętą Górę, przemierza Dolinę Potępionych w poszukiwaniu Świątyni Piękna jako artystycznego ideału.

### Akt II
Julian w słowackiej wiosce przeżywa załamanie twórcze. 

### Akt III: „Niemoc”
Przemierzając bretońskie pustkowie dociera na skraj cmentarza, gdzie stawia sobie pytania o sens życia.

### Akt IV: „Upojenie”
W swej wędrówce Julian wraca do punktu wyjścia, do Paryża, gdzie na placu Blanche na Montmartrze  lupanar jawi mu się Świątynią Piękna, której poszukiwał przez całe życie, a która być może stanowiła jedynie niedościgłą iluzję.